# Leptarthrus brevirostris
Leptarthrus brevirostris là một loài ruồi trong họ Asilidae. Leptarthrus brevirostris được Meigen miêu tả năm 1804.

## Hình ảnh

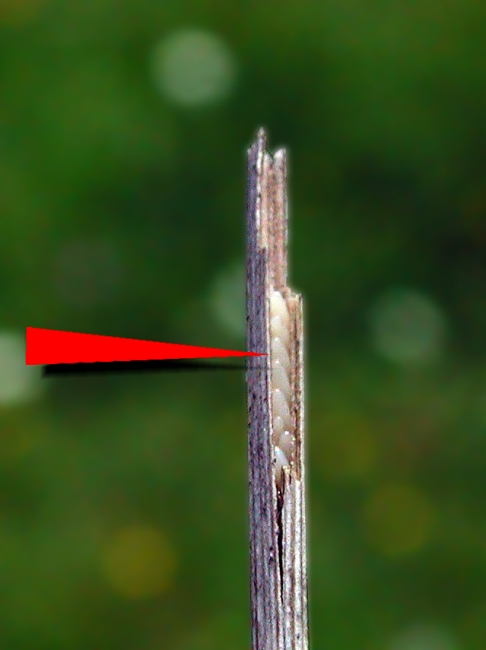
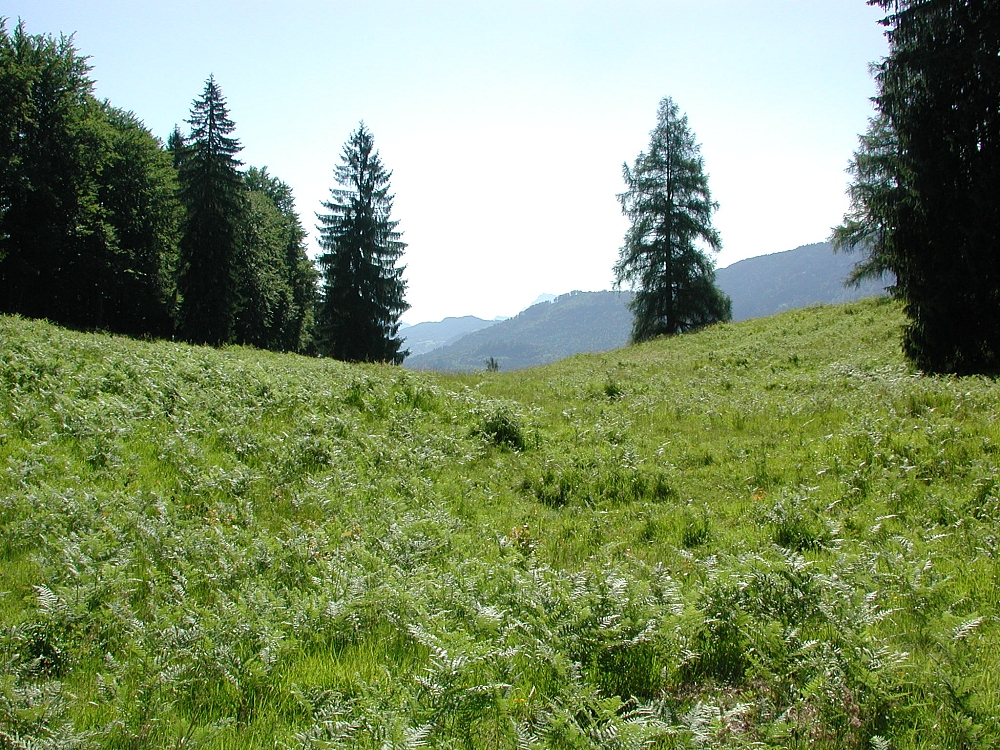
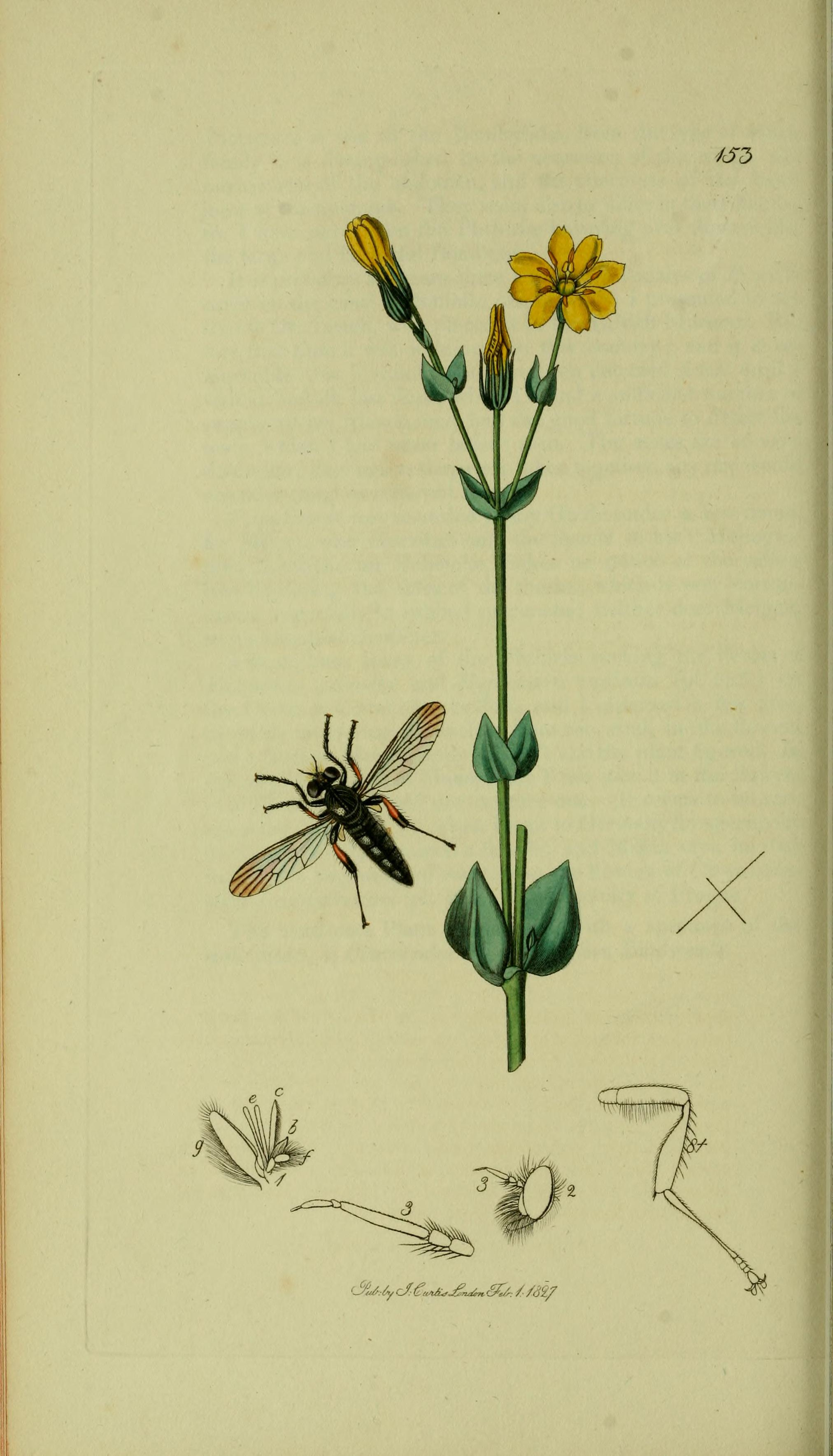